# DALE
DALE（デイル、男性、1965年9月24日 - ）は、中京圏を拠点に活動するディスクジョッキー、ナレーター。本名: 石橋 英夫（いしばし ひでお）、旧芸名: デイル石橋、DALE石橋。千葉県市川市市川出身。

## 来歴
5歳から12歳までアメリカカリフォルニア州ロサンゼルスで過ごす。アメリカ在住時、現地の人間には「ヒデオ」と言いづらかったことから、「ヒデオ」が訛って「デイル」と呼ばれるようになった。
アメリカに居た頃、ビンゴ大会に参加した時の景品で、「多くの魅力的な物」（本人談）の中から小型のトランジスタラジオを選んで獲得する。その時からいつもそのラジオを持ち歩くようになって、流れて来る音楽に興味を持ち親しむようになり、これが当人とラジオとの出会いだったという。
帰国後、学生時代はバンドで活動、この頃から音楽で仕事が出来ればと思うようになる。東京・麻布のレコーディングスタジオのレコーディングエンジニアをしていたが怪我で退職、次の仕事を求めて色々なスタジオに履歴書を送っていたところ、その中の1通が通訳の田中まこの目に留まり、ラジオに興味はあるかなどと誘われて、22歳の時にラジオ番組製作を担当する制作会社に入社、ラジオ業界に足を踏み入れる。J-WAVE『TOKIO HOT 100』などのアシスタントディレクターを務めた後、FM802に派遣されて『OSAKAN HOT 100』のディレクターを担当。ちょうどその時に同じFM802の番組『Saturday Amusic Islands Afternoon Edition』で予定されていたDJが急遽出演取りやめとなり、DALEに白羽の矢が立って、同じ土曜日の午前の番組『Saturday Amusic Islands Morning Edition』のDJのシャーリー富岡にも後押しされて、『Afternoon Edition』にてDJとして出演開始、ディレクターから転身する。その後、Air-Radio FM88のDJを経験。一時期、DALE石橋の名で洋楽のCDのライナーノーツなども担当していた。現在は中京圏のローカルテレビ番組でもナレーターとして活動、ZIP-FMのナビゲーター（DJ）としても長年にわたり務めていたが、2022年3月に局の若返りを理由にZIP-FMとの契約が満了。同年秋からはTOKAI RADIOの平日朝のワイド帯番組『GRooVE929』のDJとして起用され、これまでの番組編成からイメージを一新させる同局の「朝の顔」的な立場となった。

## 出演

### ラジオ番組
- OITA COUNTDOWN HOT88（Air-Radio FM88）
- Saturday Amusic Islands Afternoon Edition（FM802）
- BIG FUN ZIP （ZIP-FM）
- ZIP POWER ZONE （ZIP-FM）
- Z CONTACT 77.8 （ZIP-FM）
- DAYTIME MUSIC （ZIP-FM、2004年4月～2009年3月）
- SONIC FAN RADIO （ZIP-FM、2009年4月～2016年3月）
- SATURDAY ON FLEEK（ZIP-FM、2016年4月～2022年3月[注 1]）
- P-H-A-T!（ZIP-FM、2016年4月～2018年3月）
- MUSIC MASTER （ZIP-FM、2018年4月～2022年3月）
- MUSIC MONSTER（MID-FM、2022年4月〜2023年12月）
- GRooVE929（TOKAI RADIO、2022年9月26日〜）

### テレビ番組
- サンデードラゴンズ（CBCテレビ、ナレーター）
- 侍プロ野球 燃えよドラゴンズ! （CBCテレビ、「ゲームハイライト」の声）
- PS （中京テレビ、ナレーター）
- AUTO TREND.TV （テレビ愛知）
- 優子がゼッタイ! （中京テレビ、ナレーター）
- i ♥ MUSIC premium （東海テレビ、ナレーター）
- Good Job!　会社の星（NHK|名古屋、ナレーター）
- アップ!（メ～テレ、ナレーター）
- ドデスカ+（メ～テレ、ナレーター）

### CM
- ニッショー（中京広域圏ローカルCM）

### その他
- 中日ドラゴンズ主催試合での各種ナレーション（ドアラのバック転時の紹介など）